# Christuskirche (Dietzenbach)

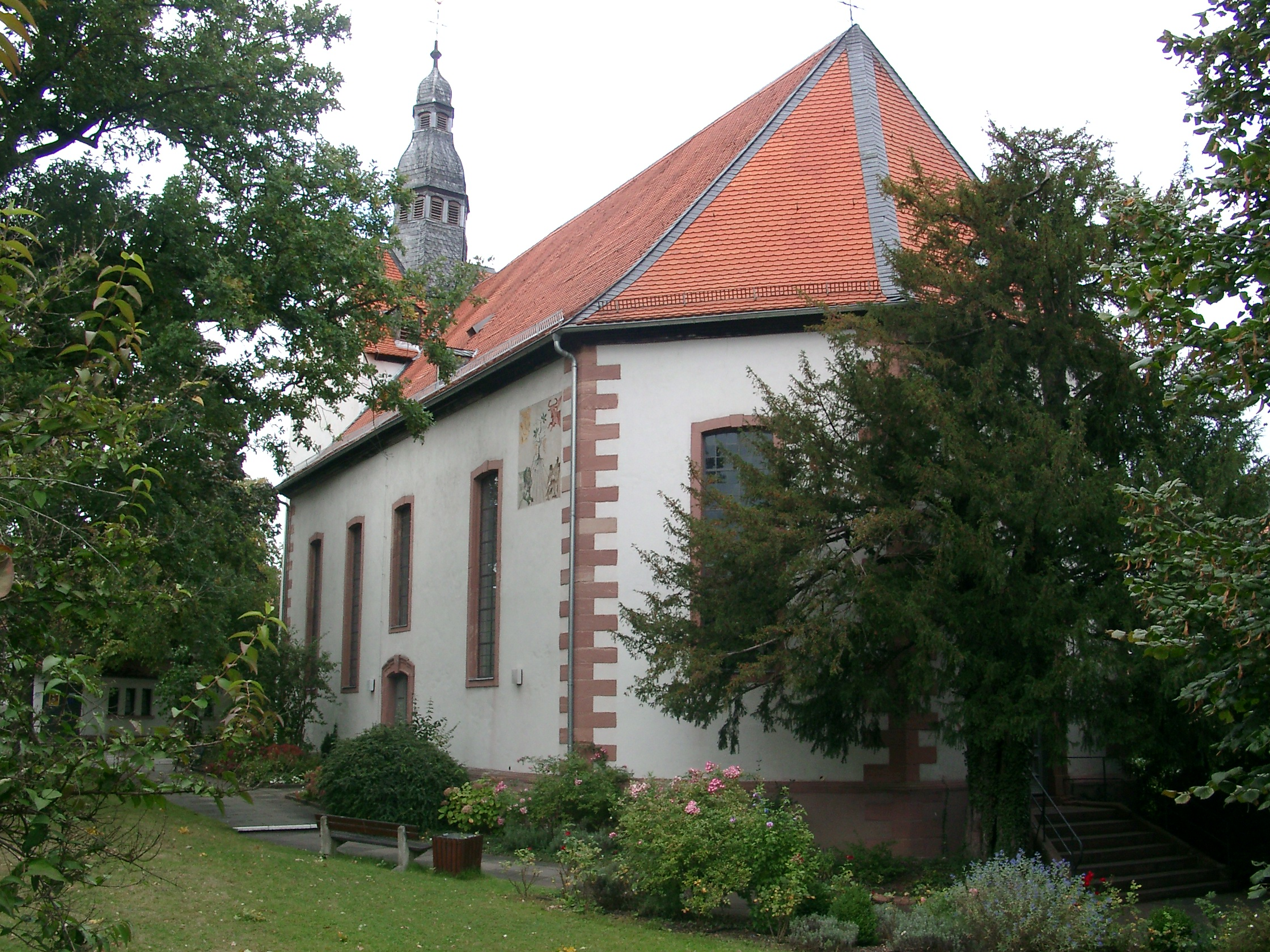
Evangelische Christuskirche in Dietzenbach, 2007

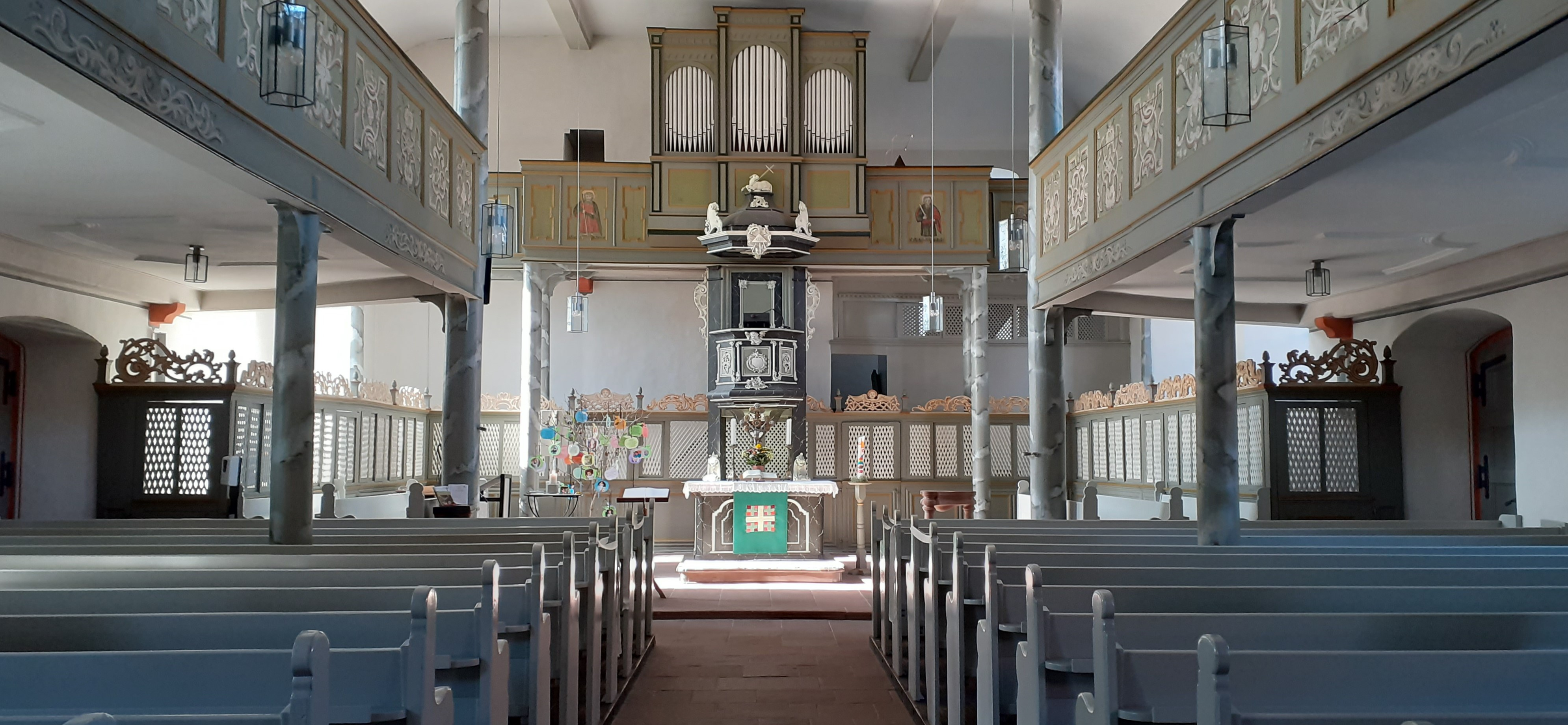
Innenraum der Kirche

Die Christuskirche Dietzenbach ist eine evangelische Pfarrkirche in Dietzenbach, der Kreisstadt des Landkreises Offenbach (Hessen). Der denkmalgeschützte Barockbau steht an der Darmstädter Straße in der Altstadt, ist die älteste evangelische Kirche im Bereich des Dekanats Dreieich-Rodgau, und wird als das Dietzenbacher Wahrzeichen schlechthin betrachtet.

## Architektur und Geschichte
In ihrer heutigen Form besteht die Kirche seit 1753/54. An gleicher Stelle bestand bereits in karolingischer Zeit ein kleines, dem St. Martin geweihtes, einschiffiges Gotteshaus. An dessen Ostseite wurde 1462 ein freistehender gotischer Turm errichtet, der auch als Wehrturm diente. Im Dreißigjährigen Krieg wurde ein Großteil des Dorfes im Winter 1634/35 von schwedischen Truppen niedergebrannt. Auch die Kirche brannte aus, wurde aber anschließend wieder instand gesetzt.
Mitte des 18. Jahrhunderts beschloss man, das alte Kirchenschiff durch einen Neubau zu ersetzen, der östlich an den bestehenden mächtigen Turm mit den Maßwerkfenstern im Westwerk angebaut wurde. Der Bau wurde 1753/54 ausgeführt und am 27. Oktober 1754 eingeweiht. Es handelt sich um einen Saalbau mit dreiseitigem Abschluss im Osten. Die Chorempore mit der Kanzel befindet sich an der Westseite. Das Satteldach des Turms mit der Haubenlaterne stammt aus der Zeit des Schiffneubaus.
Die heutige Brüstungsorgel mit 13 Registern und zwei Manualen wurde 1948 von der Orgelbaufirma Förster & Nicolaus aus Lich gebaut, unter Einbeziehung des bestehenden Prospekts und einiger Teile des Pfeifenwerks. Dies waren nach dem britischen Bombenangriff auf Dietzenbach in der Nacht des 20./21. September 1941 die einzig noch verwertbaren Teile der Orgel, die 1891 von der Firma Gebrüder Bernhard aus Gambach gebaut worden war. Diese hatte wiederum eine im Jahre 1700 gebaute und 1754 mit neuem Gehäuse und neuen Registern versehene Orgel ersetzt.